# Heinrich Koerting
Heinrich Koerting (auch Körting oder Kœrting, * 15. März 1859 in Leipzig; † 19. Juli 1890 ebenda) war ein deutscher Romanist.

## Biografie
Koerting studierte romanische Philologie. Sein wichtigster Lehrer war, neben seinem Bruder Gustav, der Romanist Adolf Ebert. Er promovierte 1882 mit der Arbeit „Über zwei religiöse Paraphrasen Pierre Corneille's. L'imitation de Jésus-Christ und die Louanges de la Sainte Vierge“. 1884 erfolgte seine Habilitation, 1889 wurde er an der Universität Leipzig zum außerordentlichen Professor berufen.
Zusammen mit Dietrich Behrens (1859–1929) gab er die „Zeitschrift für neufranzösische Sprache und Literatur“ heraus.

## Schriften (Auswahl)
- Geschichte des französischen Romans im 17. Jahrhundert (1. Band: Der Idealroman, 1885; 2. Band: Der realistische Roman, 1887).